# Jupp Heynckes
Josef "Jupp" Heynckes (Mönchengladbach, 9 de maio de 1945) é um ex-treinador e ex-futebolista alemão que atuava como atacante.

## Carreira

### Como jogador
Um dos mais eficazes atacantes do futebol alemão, Heynckes atuou em apenas dois clubes: vestiu as camisas de Borussia Mönchengladbach (duas passagens) e Hannover 96. Representou a Seleção Alemã-Ocidental entre 1967 e 1976, contabilizando 39 jogos e marcando um total de 14 gols. Na conquista da Copa do Mundo FIFA de 1974, seu melhor momento como jogador, formou a dupla de ataque alemã ao lado de Gerd Müller.

### Como treinador
Como técnico, passou pelo “seu” Borussia Mönchengladbach (duas vezes), pelo Bayern de Munique (quatro vezes), Athletic Bilbao (duas vezes), Eintracht Frankfurt, Tenerife, Real Madrid, Benfica e Schalke 04.
No dia 27 de abril de 2009, foi indicado como novo treinador do Bayern de Munique, substituindo o demitido Jürgen Klinsmann.
No dia 5 de junho de 2010, Heynckes foi anunciado como novo treinador do Bayer Leverkusen. Permaneceu nos Leões apenas uma temporada, voltando a comandar o Bayern de Munique em 2011.
Com a confirmação do catalão Josep Guardiola no comando bávaro em julho de 2013, Heynckes se aposentou, depois de 34 anos, da carreira de treinador. O alemão esteve no auge quando treinou o Real Madrid, pelo qual foi campeão da Liga dos Campeões da UEFA. Pelo Bayern o técnico teve quatro passagens; na última conseguiu o vice-campeonato da edição de 2011–12 da competição, tendo sido, na final, derrotado pelos ingleses do Chelsea.
Karl-Heinz Rummenigge, presidente do clube, acreditou no trabalho de Heynckes que, antes de se aposentar, conquistou a inédita tríplice coroa pelo clube bávaro na temporada 2012–13, vencendo a Bundesliga, a Copa da Alemanha e a Liga dos Campeões da UEFA. Na final da competição europeia, os Bávaros superaram o seu maior rival, o Borussia Dortmund, e venceram por 2 a 1, com o gol da vitória marcado aos 44 minutos do segundo tempo por Arjen Robben.
Em 6 de outubro de 2017, aos 72 anos, Heynckes abandonou a aposentadoria para assumir novamente o Bayern de Munique, assinando contrato até 30 de junho de 2018.

## Estatísticas
| Ano       | Clube                    | Jogos | Vitórias | Empates | Derrotas |
| --------- | ------------------------ | ----- | -------- | ------- | -------- |
| 1979–1987 | Borussia Mönchengladbach | 340   | 167      | 77      | 96       |
| 1987–1991 | Bayern de Munique        | 198   | 114      | 46      | 38       |
| 1992–1994 | Athletic Bilbao          | 90    | 39       | 21      | 30       |
| 1994–1995 | Eintracht Frankfurt      | 34    | 12       | 9       | 13       |
| 1996–1997 | Tenerife                 | 54    | 20       | 13      | 21       |
| 1997–1998 | Real Madrid              | 53    | 26       | 15      | 12       |
| 1999–2000 | Benfica                  | 50    | 27       | 10      | 13       |
| 2000–2001 | Athletic Bilbao          | 86    | 36       | 22      | 28       |
| 2003–2004 | Schalke 04               | 51    | 24       | 12      | 15       |
| 2006–2007 | Borussia Mönchengladbach | 21    | 5        | 4       | 12       |
| 2009      | Bayern de Munique        | 5     | 4        | 1       | 0        |
| 2009–2011 | Bayer Leverkusen         | 84    | 44       | 26      | 14       |
| 2011–2013 | Bayern de Munique        | 109   | 83       | 12      | 14       |
| 2017–2018 | Bayern de Munique        | 41    | 32       | 4       | 5        |
|           | Total                    | 1265  | 657      | 286     | 322      |

## Títulos como jogador
Borussia Mönchengladbach
- Bundesliga: 1970–71, 1974–75, 1975–76 e 1976–77
- Copa da Alemanha: 1972–73
- Copa da UEFA: 1974–75

Seleção Alemã
- Eurocopa: 1972
- Copa do Mundo FIFA: 1974

### Prêmios individuais
- Seleção da Bundesliga: 1971–72, 1973–74 e 1974–75
- Seleção da Eurocopa: 1972
- Folha de louro de prata: 1974
- Atacante do ano pela revista Kicker: 1975

### Artilharias
- Copa da UEFA: 1972–73 (12 gols) e 1974–75 (11 gols)
- Bundesliga: 1973–74 (30 gols) e 1974–75 (27 gols)
- Recopa Europeia da UEFA: 1973–74 (8 gols)
- Taça dos Clubes Campeões Europeus: 1975–76 (6 gols)

## Títulos como treinador
Borussia Mönchengladbach
- Copa da UEFA: 1978–79

Bayern de Munique
- Supercopa da Alemanha: 1987, 1990 e 2012
- Bundesliga: 1988–89, 1989–90, 2012–13 e 2017–18
- Copa da Alemanha: 2012–13
- Liga dos Campeões da UEFA: 2012–13

Real Madrid
- Supercopa da Espanha: 1997
- Liga dos Campeões da UEFA: 1997–98

Schalke 04
- Copa Intertoto da UEFA: 2003 e 2004

### Prêmios individuais
- Treinador do ano pela revista Kicker: 1981, 1986, 2013 e 2018
- Treinador VDV da temporada: 2012–13 e 2017–18
- Treinador do Ano da FIFA: 2013
- Treinador de Futebol do Ano na Alemanha: 2013 e 2018
- Time do Ano da UEFA - Treinador: 2013
- Onze d'Or: 2013
- Medalha Fair Play Fair DFB: 2013
- 25º Maior Treinador de Todos os Tempos da France Football: 2019[7][8][9]